# الجدول الزمني لجائحة كوفيد-19 في كندا

## ديسمبر 2019
في 31 ديسمبر 2019، أبلغت لجنة الصحة لبلدية ووهان في الصين عن مجموعة من حالات الالتهاب الرئوي في ووهان، مقاطعة خوبي. عُرف لاحقًا بفيروس كورونا المستجد.

## يناير 2020
1 يناير 2020، شكّلت منظمة الصحة العالمية فريق دعم لإدارة الحوادث عبر جميع المستويات الثلاثة للمنظمة: المقر الرئيسي والمقر الإقليمي والمستوى القطري، ما وضع المنظمة في حالة طوارئ للتعامل مع تفشي المرض.
7 يناير 2020، عندما ظهرت الأزمة الصحية في ووهان، نُقل عن الدكتورة تيريزا تام، مديرة الصحة العامة في كندا، نصيحة للكنديين: لا يوجد دليل حتى الآن على أن هذا المرض، مهما كان سببه، ينتشر بسهولة من شخص لآخر؛ ولم يُصاب أي من العاملين في مجال الرعاية الصحية الذين يعتنون بالمرضى به؛ وهذه علامة إيجابية.
13 يناير، تأكدت إصابة شخص في تايلاند بكوفيد-19 وهو أول مريض مُسجَّل خارج الصين.
في 17 يناير، أشارت وكالة خدمات الحدود الكندية إلى أن هناك خططًا لوضع لافتات في مطارات مونتريال وتورنتو وفانكوفر لزيادة الوعي العام، وأنه سيكون هناك فحص صحي للركاب القادمين من وسط الصين. أشارت الوكالة إلى أن الخطر العام على الكنديين منخفض ولا توجد رحلات جوية مباشرة من ووهان إلى كندا، وقالت وكالة خدمات الحدود الكندية إنها لن تُنفذ، في ذلك الوقت، إجراءات فحص إضافية، لكنها ستراقب الوضع عن قُرب.
في 23 يناير، قالت وزيرة الصحة الفيدرالية، باتي هاجدو، إن 5-6 أشخاص خضعوا للمراقبة بحثًا عن علامات الإصابة بالفيروس. في نفس اليوم، كانت الدكتورة تيريزا تام عضوًا في لجنة منظمة الصحة العالمية التي أذاعت أنه من السابق لأوانه إعلان حالة طوارئ صحية عامة أثارت قلقًا دوليًا. في اليوم التالي في مدينة ووهان الصينية، بدأ بناء مستشفى جديد لعلاج مرضى كوفيد-19، وقد استغرق بناؤه 10 أيام فقط، وأُعلن عنه على نطاق واسع في جميع أنحاء العالم.
في 25 يناير، سُجّلت أول حالة في كندا لرجل في الخمسينيات من عمره سافر بين ووهان وغوانغتشو قبل أن يعود إلى تورونتو في 22 يناير. أصدرت كندا تحذيرًا من السفر غير الضروري إلى الصين بسبب تفشي المرض، بما في ذلك تحذير السفر الإقليمي لتجنب كل احتمالات السفر إلى مقاطعة خوبي. صرّح مسؤولو الصحة الفيدراليون أن الخطر في كندا منخفض. في 26 يناير، صرّحت تام بأنه لا يوجد دليل واضح على أن هذا الفيروس ينتشر بسهولة من شخص لآخر، وأن الخطر على الكنديين لا يزال منخفضًا. في 27 يناير، أكدت كندا أول إصابة لديها. في 29 يناير، أعلنت الدكتورة تيريزا تام الكنديين أن انتشار كوفيد-19 سيكون نادرًا، لكننا نتوقع تسجيل حالات.
في 29 يناير، أعلن وزير الخارجية فرانسوا فيليب شامبين أنه سيُرسل طائرة لإعادة الكنديين من المناطق المتضررة من الفيروس في الصين.
في 30 يناير، أعلنت منظمة الصحة العالمية أن فيروس كورونا هو حالة طوارئ صحية عامة تثير قلقًا دوليًا.

## فبراير 2020
في 1 فبراير، ظل موقف الحكومة أنه سيكون من العنصرية استبعاد المسافرين من الصين، رغم أنها المصدر السياسي والجغرافي للمرض.
في 2 فبراير، أعلنت القوات المسلحة الكندية أنها تخطط لاستئجار طائرة للمساعدة في إجلاء الرعايا الكنديين الذين ما زالوا في ووهان بمجرد الحصول على إذن من الصين، وتعتزم نقلهم للعودة إلى الوطن وإجراء الفحوصات الطبية اللازمة. فقط أولئك الذين دخلوا البلاد بجواز سفر كندي سيسمح لهم بأخذ هذه الرحلة. هبطت الطائرة الأولى في سي إف بي ترينتون في 7 فبراير. في 21 فبراير، وصلت رحلة تحمل 131 كنديًا عُزلوا على متن سفينة دايموند برينسس بعد تفشي المرض على متن السفينة السياحية في اليابان، ونُقل الذين ثبتت إصابتهم بالفيروس، إلى سي إف بي ترينتون لإجراء فحص إضافي قبل نقلهم بالحافلة إلى مركز في كورنوال، أونتاريو في الحجر الصحي.
في 3 فبراير، في الوقت الذي استبعدت فيه الولايات المتحدة وأستراليا الأجانب الذين سافروا من الصين، نددت هاجدو بنشر المعلومات المضللة والخوف عبر المجتمع الكندي ودعت المعارضة إلى عدم إثارة الخطر على الكنديين، بينما أيّدت الدكتورة تام موقف منظمة الصحة العالمية، الذي حذر من أي نوع من قيود السفر والتجارة، قائلًا إنها غير مناسبة ويمكن أن تسبب ضررًا أكثر من نفعها من حيث الجهود العالمية لاحتواء المرض.
في 26 فبراير، أوصت هاجدو المواطنين بتخزين الطعام والأدوية، مشيرةً إلى أنه من الجيد الاستعداد لأن الأمور يمكن أن تتغير بسرعة في أي حالة طوارئ. وقد تعرضت التوصية لانتقادات من السياسيين: وزير الصحة في مانيتوبا كاميرون فريسين وشعرت وزيرة الصحة في أونتاريو كريستين إليوت أنه لا توجد حاجة لمثل هذا التخزين القوي، بينما شعر فريزين أيضًا بالحاجة إلى مزيد من التنسيق بين المستوى الفيدرالي ومستوى المقاطعات فيما يتعلق بالمعلومات المتعلقة بتفشي المرض. ورأى الوزير في حزب المحافظين مات غينير أن الاقتراح يثير القلق ويفتقر إلى الشفافية. أوصى موقع الصحة الكندي على الويب بعدم الشراء بكميات كبيرة (لعدم إجهاد سلاسل التوريد)، وأوضح أن وجود الإمدادات في متناول اليد هو ضمان أنك لست بحاجة إلى مغادرة منزلك في ذروة تفشي المرض حتى إذا مرضت.

## مارس 2020
في 4 مارس 2020، أعلن ترودو عن تشكيل لجنة من مجلس الوزراء للاستجابة الفيدرالية لفيروس كورونا، برئاسة كريستيا فريلاند، للحد من انتشار الفيروس وحماية صحة وسلامة جميع الكنديين.
أعلنت هاجدو في 6 مارس أن الحكومة الفيدرالية ستقدم 27 مليون دولار لتمويل 47 مجموعة بحثية في 19 جامعة لتطوير وسائل لإدارة تفشي المرض. صرّح وزير المالية بيل مورنو أن الميزانية الفيدرالية القادمة ستغطي تدابير الاستجابة لتفشي المرض.
في 8 مارس، صرّح شامبين أنه بناءً على طلب من حكومة الولايات المتحدة، استأجرت كندا طائرة ركاب أوروبية لإجلاء 237 مواطنًا كانوا لا يزالون على متن السفينة السياحية غراند برينسس. وقد خضعوا للحجر الصحي لمدة أسبوعين عندما هبطت الطائرة في 10 مارس.
أعلن عضو البرلمان أنتوني هاوسفاذر في 9 مارس أنه يخضع للحجر الذاتي كإجراء احترازي بسبب احتمال اتصاله بشخص في مؤتمر لجنة الشؤون العامة الأمريكية الإسرائيلية (إيباك) في واشنطن. في اليوم التالي، أعلن وزير الموارد الطبيعية سيموس أوريغان أنه كان أيضًا في عزلة ذاتية أثناء انتظاره لنتائج اختبار فيروس كورونا الخاص به، لكنه لم يكن على اتصال بأي شخص مصاب، كانت نتيجة الاختبار سلبية.
في 11 مارس، أعلن رئيس الوزراء جاستن ترودو عن صندوق بقيمة مليار دولار، بما في ذلك 500 مليون دولار إلى المقاطعات والأقاليم، ومساهمة قدرها 50 مليون دولار لمنظمة الصحة العالمية و275 مليون دولار إضافية لتمويل أبحاث كوفيد-19 في كندا. أعلنت وزيرة التنمية الاقتصادية واللغات الرسمية ميلاني جولي بأنها كانت تناقش سبل التخفيف من تأثير تفشي المرض على السفر الجوي.
أيضًا في 11 مارس، أعلنت منظمة الصحة العالمية عن وجود جائحة عالمية.
في 12 مارس، بعد عودته من خطبة في لندن، إنجلترا، ثبتت إصابة زوجة ترودو صوفي غريغوار ترودو بـكوفيد-19، لذلك دخلت هي ورئيس الوزراء في عزلة ذاتية.
في 13 مارس، أعلن ترودو أن الحكومة الفيدرالية كانت تعد خطة لمساعدة المتضررين من الجائحة.
في 13 مارس أيضًا، وافق البرلمان بالإجماع على إغلاق أبوابه لمدة خمسة أسابيع (بموجب القرار 28) بسبب كوفيد-19.
في 16 مارس، أعلن ترودو تنفيذ قيود دخول جديدة بعد وقت قصير من منتصف الليل بالتوقيت الشرقي في 18 مارس، ما قيّد الدخول إلى البلاد على المواطنين الكنديين والمقيمين الدائمين وعائلاتهم المباشرة. استُثنيت الولايات المتحدة من هذه السياسة ولكن في 18 مارس حُظر المسافرين من الولايات المتحدة أيضًا في اتفاقية متبادلة مع حكومة الولايات المتحدة (مع استثناءات سارية لأفراد الأسرة والموظفين الأساسيين الذين يتنقلون عبر الحدود ولضمان استمرار تبادل البضائع). وُجّهت معظم الرحلات الدولية إلى كندا باختيار تعسفي لأربعة مطارات من أجل تعزيز إجراءات الفحص. أعلن وزير الخارجية فرانسوا فيليب شامبين أنه بالنسبة للمواطنين الذين ما زالوا في الخارج، ستقدم الدولة قروضًا طارئة تصل إلى 5000 دولار لتغطية تكاليف السفر أو الاحتياجات الأساسية حتى يتمكنوا من العودة.
في 24 مارس، اجتمع 35 عضوًا في البرلمان لمناقشة مشروع قانون سي-13، وهو قانون الاستجابة لحالات الطوارئ لـكوفيد-19. للحفاظ على التباعد الاجتماعي في مواجهة المرض، اجتمع 35 عضوًا فقط من أصل 338 عضوًا في مجلس العموم لمناقشة التشريع. وافق مجلس العموم على بقاء تطبيق القرار رقم 17 معلقًا للجلسة الحالية للسماح لأعضائه بممارسة التباعد الاجتماعي.
وفي الوقت نفسه، نُقل عن الدكتورة تيريزا تام قولها فيما يتعلق بحاجة الكنديين إلى ارتداء أقنعة الوجه: لم يتعلم معظم الناس كيفية استخدام الأقنعة وليست هناك حاجة لاستخدام قناع للأشخاص الذين يتمتعون بصحة جيدة.
في 28 مارس، أعلنت صوفي غريغوار ترودو عن شفاءها التام وشكرت المهنئين لها عبر وسائل التواصل الاجتماعي.

## أبريل 2020
في 2 أبريل، قال ترودو إنه توقع انتهاء أزمة كوفيد-19 في يوليو.
في 6 أبريل، قدم ترودو مساعدة إضافية لمزايا الاستجابة للطوارئ الكندية، قائلًا: هناك مجموعات من الأشخاص لا يستفيدون من المساعدة وربما ينبغي عليهم ذلك.
في 6 أبريل أيضًا، نصح مكتب الصحة العامة الكندي في كندا باستخدام قناع وجه غير طبي عند التسوق أو عند استخدام وسائل النقل العام لأنه يمكن أن يقلل من فرصة تلامس قطرات الجهاز التنفسي مع الآخرين. عرضت تام نصائح حول كيفية استخدام القميص القطني مع أربطة مطاطية لصنع قناع وجه غير طبي مصنوع يدويًا.
في 9 أبريل، أصدرت الحكومة الفيدرالية نموذجًا أظهر، حتى مع تدابير الصحة العامة القوية، ما بين 11000 و22000 حالة وفاة، مع اقتراب هذا العدد من 300000 حالة وفاة إذا لم تُتخذ أية إجراءات. حذر ترودو من أن الحياة الطبيعية كما كانت من قبل لن تعود كاملة حتى نحصل على لقاح، وأن السكان يجب أن يظلوا يقظين لمدة عام على الأقل.
في نفس اليوم، أرسل ترودو رسالة إلى رؤساء وزراء المقاطعات والأقاليم للتشاور حول قانون الطوارئ. في حين أن التشاور مع المقاطعات هو خطوة مطلوبة قبل أن يُفعّل القانون، قال مكتب رئيس الوزراء إنه لا توجد خطة حالية لسن القانون وأن اللجوء إليه سيكون الملاذ الأخير. في مؤتمر عبر الهاتف بين ترودو ورؤساء الوزراء في وقت لاحق من ذلك اليوم، أبلغ رؤساء الوزراء بالإجماع معارضتهم لتطبيق القانون.
في 10 أبريل، كشفت الشرطة الكندية الكندية أنه طُلب منها تنفيذ قانون الحجر الصحي لعام 2005. ويمكن أن تشمل عقوبات الانتهاكات غرامة تصل إلى 750 ألف دولار والسجن لمدة ستة أشهر. قال أحد المراسلين إن الشرطة الكندية الملكية يمكنها دخول المنازل لفرض أوامر قانون الحجر الصحي إذا لم يعزل الكنديون أنفسهم.
في 11 أبريل، انعقد البرلمان مجددًا لتمرير مشروع قانون سي-14: قانون الاستجابة لحالات الطوارئ كوفيد-19، رقم 2. مثلما هو الحال مع القانون الموقع السابق في 24 مارس، دعم إيف فرانسوا بلانشيت ترودو عندما أثار مخاوف تتعلق بالصحة والسلامة بشأن عقد اجتماعات منتظمة من أجل احترام التباعد الاجتماعي.
في 15 أبريل، حذر ترودو من إعادة فتح الاقتصاد باكرًا، مشيرًا إلى أنه من أجل الوصول إلى هذه النقطة، نحتاج إلى مواصلة الإجراءات الاحترازية لعدة أسابيع أخرى.
في 20 أبريل، انتهى التعليق المؤقت للبرلمان لمدة خمسة أسابيع.
في 28 أبريل، كُشف عن أن 79% من جميع الوفيات في البلاد حتى ذلك التاريخ كانت مرتبطة بالرعاية طويلة الأمد ودور كبار السن.
في 30 أبريل، حذر مسؤول الميزانية البرلمانية من أن العجز الفيدرالي للسنة المالية 2020 قد يتجاوز 252 مليار دولار. أصدرت روبين أورباك مقالًا من عمودها في صحيفة ذا غلوبال آند ميل هاجمت فيه حكومة ترودو هجومًا عنيفًا. في 30 أبريل أيضًا، سمحت مدينة أوتاوا للمسلمين باستخدام تقنية مكبرات الصوت الحديثة لتضخيم تسجيل مدته خمس دقائق لدعواتهم للعبادة بسبب الحظر الشامل على حرية التجمع أثناء الجائحة. تبع ذلك قرارات مماثلة في تورونتو وميسيساغا.

## مايو 2020
مُنحت الموافقة في 1 مايو 2020 لمشروع قانون إعانة الطلاب الطارئة في كندا وذلك بعد دراسة سريعة استغرقت يومًا واحدًا من قبل 35 نائبًا، وأُنشئ برنامج لدعم خريجي المدارس الثانوية وطلاب ما بعد الثانوية، بحيث أصبح الطلاب الذين لا يستطيعون العثور على عمل أو غير قادرين على العمل بسبب جائحة كوفيد-19 مؤهلين للحصول على 1250 دولارًا كنديًا شهريًا من مايو حتى أغسطس 2020.
كشفت وسائل الإعلام في 1 مايو أن شانكر نيساثوراي كبير المسؤولين الطبيين في مقاطعتي هالديماند ونورفولك - وكلاهما يقع على ضفاف بحيرة إيري - قد أصدر أمرًا بموجب قانون حماية الصحة في المقاطعة يمنع أن يشغل أي شخص منزلًا أو كوخًا موسميًا يعود لشخص آخر، وتبين أن إلغاء هذا القرار يتطلب تصويت ثلثي مجلس المقاطعة بالإضافة إلى موافقة حكومة المقاطعة.
نبه رئيس الوزراء الكندي جاستن ترودو الشعب الكندي في 4 مايو إلى أن رفع القيود الاقتصادية من قبل حكومات المقاطعات لا يعني انتهاء الأزمة، مشددًا على ضرورة الاستمرار في تطبيق إجراءات التباعد الاجتماعي والنظافة الشخصية لمنع انتشار الفيروس، وعدم الخروج من المنزل إلا للضرورة القصوى، وأوضح ترودو أنه وعلى الرغم من أن البلاد تسير على الطريق الصحيح إلا أننا لم نخرج من المأزق بعد، وهو الأمر الذي يتطلب منا أن نظل يقظين ونلتزم باتباع التعليمات التي وضعها مسؤولو الصحة العامة في البلاد.
كشفت تقارير في 5 مايو أن عمدة بلدة هورون كينلوس الواقعة على بحيرة هورون كان قد أمر في مارس 2020 بإيقاف خدمات المنازل والأكواخ الموسمية. أمرت بلدة كارلينغ بأن تظل منشأة القوارب الخاصة بها مغلقة، وهو الأمر الذي يمنع وصول أي شخص إليها، بما في ذلك السكان الذين يتوافدون في موسم الصيف. ناشد رؤساء البلديات حكومة مقاطعة أونتاريو لوضع تشريع يراعي مصالحهم، لكن البروفيسور ديفيد ويليامز أصدر بيانًا نشر في كل أنحاء البلاد يقول فيه: توصيتي الحالية بعدم حظر الوصول إلى المساكن الموسمية ولكن مع مراقبة قانونية فعالة. رد دوغ فورد حاكم مقاطعة أونتاريو بأنه لن يتحمل المسؤولية، لأننا إذا تساهلنا قليلًا لن نستطيع ضبط الأمور لاحقًا، وخاطب ويليامز بقوله: استعد، سيأتي الناس في 24 مايو.
منحت الحكومة الكندية في 5 مايو صناعة اللحوم الحمراء الكندية حق الاستفادة من الإعانات الفيدرالية الطارئة المخصصة لمواجهة جائحة كوفيد-19.
انتقد الكاتب ريكس مورفي الحكومة الكندية في 6 مايو لأنها منحت 850 مليون دولار لتأسيس صندوق دولي لأبحاث كوفيد-19، وتساءل أين سيذهب هذا المبلغ الكبير، مشيرًا إلى أن كندا تمتلك نخبة من كبار العلماء والأطباء.
وصف مورفي هذا الشكل الجديد للحكومة:
حكومة بلا معارضة أو مساءلة، لها الحرية في ضخ الأموال أينما تشاء، وبأي مبالغ تشاء. لقد غيَّبت هذه الحكومة الجميع من خلال ما يسمى الإحاطة الصباحية التي يظهر فيها رئيس الحكومة جاستن ترودو لوحده، ويعلن عن صرف مبالغ ضخمة من المال في جميع الاتجاهات.
أظهرت التقارير في 8 مايو أن 60% من وفيات كوفيد-19 كانت في كيبيك التي تضم حوالي 20% من سكان البلاد، في الوقت الذي كان يطلق على مونتريال مركز الوباء في كندا. أعلنت حكومة كيبيك في 8 مايو أنها غير راضية عن برنامج المنح الحكومية الفيدرالية للطلاب، لأن الدعم البالغ 1250 شهريًا للفرد سيعيق قدرة المقاطعة على جذب العمالة الطلابية إلى مزارع المقاطعة في ظل غياب العمال الزراعيين الأجانب الذين لا يستطيعون السفر إلى كيبيك بسبب إغلاق الحدود الدولية من قبل الحكومة الفيدرالية.
أعلن ترودو ومورنو وباينز في مؤتمر صحفي مشترك في 11 مايو عن خطة لتسهيل تمويل الجسر لأصحاب الشركات الكبيرة الذين يحتاجون إلى المساعدة لتجاوز الانكماش الاقتصادي الناجم عن فيروس كورونا، وكان أحد الأهداف المعلنة لهذه الخطة تجنب إفلاس الشركات قدر الإمكان. يتوجب على الشركات التي تحصل على هذه القروض الالتزام باحترام اتفاقيات العمل، وحماية المعاشات الشهرية للعمال ودعم الأهداف البيئية الوطنية. تشمل الاتفاقيات قيودًا على توزيع الأرباح وإعادة شراء الأسهم والأجور التنفيذية، وسيستهدف صندوق التمويل الطارئ الشركات التي تزيد إيراداتها السنوية عن 300 مليون فقط.
تبين في 11 مايو أن مصنع الرمال النفطية في بحيرة كيرل، ألبرتا قد تسبب في حدوث أكثر من 100 إصابة بفيروس كورونا في أربع مقاطعات، إذ يعمل في بحيرة كيرل أكثر من 1400 عامل، وكانت حكومة مقاطعة ألبرتا قد صنَّفت قطاع الرمال النفطية كخدمة أساسية لا يشملها الإغلاق العام واستمرت مصانعها ومنها مصنع بحيرة كيرل في العمل أثناء تفشي الوباء. يأتي عمال المصنع من مدن بعيدة، ويعملون عادة لمدة أسبوعين في نوبات متواصلة. أعلنت الشركة المشرفة على المصنع في 15 أبريل عن إصابة ثلاث عمال بالمرض، وفي 16 أبريل وصلت الإصابات إلى 12، وتجاوز عدد الإصابات في 8 مايو 100 إصابة، منها 23 إصابة في كولومبيا البريطانية وساسكاتشوان ونوفا سكوشا لأن العمل بنظام النوبات يسمح بسفر المصابين بين المقاطعات وانتشار الوباء. عاد ثلاثة من هؤلاء العمال إلى منطقة لوتشي في شمال ساسكاتشوان، وأصيب أكثر من 130 شخصًا بالعدوى منذ ذلك الحين في تلك القرية التي لا يتجاوز عدد سكانها 2800 شخص وتوفي مريضان اثنان. أدى ذلك لفرض إجراءات العزل الذاتي لمدة أسبوعين اعتبارًا من 19 أبريل حتى في المقاطعات البعيدة.
أعلن مسؤول الميزانية في البرلمان الكندي إيف جيرو في 12 مايو أن يصل الدين الفيدرالي إلى تريليون دولار بسبب الإنفاق الحكومي على الإغاثة والمساعدات. قال جيرو إنه من الممكن أن تكلف برامج المساعدات أكثر من كل ما أنفقته الحكومة الفيدرالية في العام الماضي، أي أكثر من 338 مليار دولار. وفي 12 مايو أعلنت وزيرة التنمية الدولية كارينا غولد أن دافعي الضرائب سيساهمون بمبلغ 600 مليون دولار لدعم الصندوق العالمي لتطوير اللقاحات، وهو تحالف يساهم في وصول اللقاحات للأطفال المعرضين للخطر في جميع أنحاء العالم. وفي نفس اليوم أصدرت وزارة الصحة الكندية بيانًا صحفيًا أعلنت فيه عن خطة لإجراء اختبار مصلي للكشف عن فيروس كورونا على مليون كندي على مدار العامين المقبلين، واختارت الحكومة شركة دياسورين لتصنيع الاختبارات.
أعلنت حكومة كولومبيا البريطانية في 13 مايو أنه ورغم نظام الحجر الصحي الصارم الذي تفرضه على الوافدين من الخارج فقد ثبت إصابة ثمانية من عمال المزارع بكوفيد-19 من أصل 1500 عامل وافد، وكانت المقاطعة قد سمحت بدخول المزارعين القادمين من الخارج اعتبارًا من شهر أبريل، لتكون بذلك المقاطعة الوحيدة التي تطبق الحجر الصحي الإلزامي. سجلت مقاطعة أونتاريو عشرات الإصابات بين مزارعين قادمين للعمل من الخارج. إذا لم تظهر أي أعراض على الوافدين الجدد عند هبوطهم في المطارات سيرسلون إلى فنادق بالقرب من مطار فانكوفر الدولي، وتدفع المقاطعة تكاليف الغرف وخدمة الطعام ودعم العمال خلال فترة العزل الذاتي التي تبلغ 14 يومًا، وخلال هذه الفترة يتحمل أرباب العمل مسؤولية دفع أجور عمالهم الأجانب المؤقتين لمدة لا تقل عن 30 ساعة في الأسبوع. يُطلب كذلك من مالكي المزارع إثبات وجود خطة لمكافحة العدوى مع الوزارة المختصة. قدمت 219 مزرعة خططًا صحية عبر الإنترنت، وأنهت الوزارة 133 عملية تفتيش للتأكد من أن المزارع مجهزة ومنظمة بأمان للتصدي لوباء كوفيد-19.
نشرت صحيفة غلوب آند ميل الكندية في 14 مايو تقريرًا عن الإجراءات المتبعة مع المسافرين الدوليين مع مقارنة مع تلك المطبقة في هونغ كونغ. وفي نفس اليوم أعلنت مجموعة لوفتهانزا أنها ستستأنف الرحلات الجوية بين تورنتو وفرانكفورت اعتبارًا من 3 يونيو كجزء من استئنافها لرحلاتها العالمية، وفي 14 مايو أيضًا كتب الصحفي شون فاين مقالة أوضح فيها أن القسم السادس من ميثاق الحقوق والحريات الكندي يصون حقوق التنقل، مثل الحق في دخول البلاد والبقاء فيها ومغادرتها، ويسمح للمواطنين والمقيمين الدائمين الانتقال إلى أي مكان في البلاد والعمل فيه والإقامة فيه.
أعلن زعيم حزب المحافظين أندرو شير في مؤتمر صحفي في 15 مايو أن كتلة المحافظين أرادت أن يستأنف البرلمان جلساته كالمعتاد في 25 مايو ورفض التأجيل المتكرر لمدة 35 يومًا، والذي يمنع العمل المنتظم للبرلمان، وأشار إلى أن أعضاء البرلمان المنتخبين يأتون إلى البرلمان ليمثلو ناخبيهم، لأن موافقة جميع الأحزاب مطلوبة لتعليق الرسوم المفروضة، وهو الأمر الذي يتطلب استئناف جلسات البرلمان.
أعلن ترودو وتام في مؤتمر صحفي أجرياه في 19 مايو أن هناك انخفاضًا بنسبة 88% بنسبة المسافرين الداخلين إلى كندا عبر الحدود البرية وبنسبة 98% في المسافرين القادمين جوًا خلال الأسبوع العشرين من عام 2020 مقارنة بنفس الأرقام في عام 2019. وفي اليوم التالي تراجع الفريق الحكومي الطبي عن قراره الذي أصدره في مارس بشأن ارتداء الأقنعة، وطلب الفريق الآن من جميع الكنديين ارتداء الأقنعة.
منعت مواطنة من مقاطعة نوفا سكوشا في 20 مايو من حضور جنازة والدتها في نيوفاوندلاند بسبب احتمال إصابتها بكوفيد-19، وردًا على ذلك رفعت دعوى ضد حكومة المقاطعة في محكمة نيوفاوندلاند ولابرادور العليا لأنها شعرت أن حقوقها المنصوص عليها في القسم 6 من ميثاق الحقوق قد انتهكت، ولم تتمكن سلطات المقاطعة بناءً على ذلك من فرض الحظر عليها لأنها لا تملك السلطة اللازمة.
كشفت مصادر صحفية في 21 مايو أن القوات المسلحة الكندية التي كُلفت سابقًا بمهام لدعم ورعاية كبار السن في مرافق الرعاية في أونتاريو وكيبيك، من المحتمل أن يكون 25 من جنودها قد تعرضوا للإصابة بكوفيد-19 حتى هذا التاريخ، لكن القوات المسلحة الكندية وإدارة الدفاع الوطني لم تصدرا أي تفاصيل عن الموضوع.
في 22 مايو وأثناء جلسة استجواب أمام البرلمان تجاهلت وزيرة الصحة باتي هاغدو قسمًا من الأسئلة الموجهة إلى رئيس مكتب الصحة العامة من أحد أعضاء البرلمان المعارضين لأنه كان يتسآل حول سبب نقص التمويل في النظام الوطني لمخزون الطوارئ، في الوقت الذي كان الكنديون فيه ينفقون أموالًا طائلة على الصعيد الدولي. كانت الدكتورة تيريزا تام التي أصبحت لاحقًا رئيسة قسم الصحة العامة المؤلف الرئيسي لوثيقة نشرت عام 2006 تشير إلى وجود مخزون من الإمدادات الطبية الطارئة في كندا تكفي لمدة 16 أسبوعًا وتغطي موجتين من الجائحات.
كشفت السكرتيرة البرلمانية لوزيرة الدفاع الوطني أنيتا فاندنبلد في 25 مايو خلال الجلسة الثالثة للبرلمان الكندي أن 36 جنديًا قد أصيبوا بكوفيد-19 خلال عمليات الدعم والمساعدة التي قام بها الجيش، وصححت فاندنبلد التصور الخاطئ أن 28 جنديًا فقط قد أصيبوا (12 في أونتاريو، و16 في كيبيك). أعلن دوغ فورد في نفس اليوم أن مقاطعة أونتاريو لديها خريطة حرارية لمواقع تفشي الوباء، وأن مدن برامبتون وشمال إيتوبيكوك وسكاربورو وبيل وويندسور وإسيكس كانت «تضيء مثل أشجار عيد الميلاد». كشفت تقارير أن 65% من الإصابات في مقاطعة أونتاريو تعود لوحدات الصحة العامة في تورنتو.

## يونيو 2020
وصل عدد إصابات كوفيد-19 في كندا إلى أكثر من 100 ألف إصابة بتاريخ 18 يونيو 2020، مع تسجيل 8348 وفاة ناتجة عن الفيروس.
خفضت وكالة فيتش لتصنيف السندات في 24 يونيو التصنيف الائتماني الكندي من تريبل أي إلى دبل أي بلس، وكانت كندا تتمتع بتصنيف ائتماني تريبل إي منذ عهد حكومة مارتن.
توقع الأمين السابق لمجلس الملكة الخاص في كندا مايكل ويرنيك في 25 يونيو أن أحد الآثار الجانبية لوباء كوفيد-19 سيتمثل بتقلص عدد الموظفين المدنيين بأجر في كندا، وأجرى ويرنيك مقارنة مع مشكلة الديون التي حدثت في الثمانينيات ما أدى إلى ميزانية تقشفية عام 1995 شهدت إلغاء 45 ألف وظيفة حكومية، وإلغاء 73 وكالة فيدرالية، وخفض 21% من المساعدات الخارجية، وخصخصة السكك الحديدية الوطنية الكندية.
كشفت تقارير في 28 يونيو أنَّ إغلاق الحدود بين كندا والولايات المتحدة الذي بدأ في 18 مارس قد سبب فصل الأزواج الذين لا يستطيعون تقديم وثائق معتمدة (مثل عقود إيجار المنازل أو وثائق الرهن العقاري) لإقامتهم المشتركة. كان من بين هؤلاء ديفيد بون -طبيب يبلغ من العمر 34 عامًا من ريجينا- أحد ضحايا هذه السياسة وأسس ردًا على ذلك منظمة أدفوكيسي للعمل على لم شمل الأسر المتفرقة على الحدود الكندية والتي يزيد تعدادها عن 1600 فرد، قائلًا: نظرًا لأن العالم يصبح أكثر رعبًا وأكثر صعوبة، فإن الشيء الوحيد الذي يريده هؤلاء احتضان شريكهم.

## يوليو 2020
أعلنت المقاطعات الكندية الغربية عن ارتفاع مفاجئ في عدد إصابات كوفيد-19 المسجلة اعتبارًا من منتصف يوليو.